# Tour de Suisse féminin 2022
La 2e édition du Tour de Suisse féminin, a lieu du 18 au 21 juin 2022. La course fait partie du calendrier UCI féminin en catégorie 2.Pro. 
Sur la première étape, un trio s'échappe et se dispute la victoire. Lucinda Brand se montre la plus rapide. Le lendemain, Kristen Faulkner remporte le contre-la-montre et prend la tête du classement général. La troisième étape, voit la victoire d'Elisa Balsamo en haut de la côte finale pour quelques centimètres devant Evita Muzic. Lors de dernière étape, Lucinda Brand met sous pression Faulkner en s'échappant de loin. Dans la montée finale, cette dernière revient, mais chute dans le dernier virage laissant la victoire d'étape et finale à Brand. Pauliena Rooijakkers complète le podium et remporte le classement de la meilleure grimpeuse. Brand gagne le classement par points, Olivia Baril celui de la meilleure jeune et Canyon-SRAM est la meilleure équipe.

## Présentation

### Parcours
La première étape se déroule sur un circuit de 4,6 km dans Vaduz avec à chaque tour une côte longue de 700 m à 7 %. La deuxième étape est un contre-la-montre plat. Le lendemain, une col de première catégorie, le Gais, se trouve en début d'étape. Une longue plaine suit avec une côte de troisième catégorie à vingt kilomètres du but, le final est également en montée. La course se conclut par l'étape reine, avec tout d'abord l'ascension du Wolfgangpass avant une longue partie descente jusqu'à la montée finale vers Lantsch, longue de 6,3 km avec une pente moyenne de 8,1 %.

### Équipes
| UCI Women's WorldTeams (9)- Team BikeExchange-Jayco - Canyon-SRAM Racing - FDJ Nouvelle Aquitaine Futuroscope - Team Jumbo-Visma - Liv Racing Xstra - Roland Cogeas-Edelweiss Squad - Trek-Segafredo - Team DSM - UAE Team ADQ Équipes féminines continentales (7)- Andy Schleck-CP NVST-Immo Losch - Ceratizit-WNT Pro Cycling - Cofidis - Coop-Hitec Products - Lotto Soudal Ladies - Stade Rochelais Charente-Maritime - Valcar-Travel & Service Équipe nationale- Suisse Équipe féminine amateur- BeCycling Regional |
| |

## Étapes
| Étape     | Date    | Villes étapes        | type                        | Distance (km) | Vainqueur d'étape | Leader du classement général |
| --------- | ------- | -------------------- | --------------------------- | ------------- | ----------------- | ---------------------------- |
| 1re étape | 18 juin | Vaduz – Vaduz        | étape de plaine             | 46            | Lucinda Brand     | Lucinda Brand                |
| 2e étape  | 19 juin | Vaduz – Vaduz        | contre-la-montre individuel | 25,6          | Kristen Faulkner  | Kristen Faulkner             |
| 3e étape  | 20 juin | Vaduz – Coire        | étape de moyenne montagne   | 124,2         | Elisa Balsamo     | Kristen Faulkner             |
| 4e étape  | 21 juin | Coire – Lantsch/Lenz | étape de montagne           | 98,5          | Lucinda Brand     | Lucinda Brand                |

## Déroulement de la course

### 1reétape
À vingt-sept kilomètres de la ligne, un trio se forme en tête avec Lucinda Brand, Clara Koppenburg et Pauliena Rooijakkers. Leur avance atteint la minute. Derrière, un groupe de chasse se crée à sept kilomètres de l'arrivée avec Liane Lippert, Kristen Faulkner, Soraya Paladin, Jolanda Neff, Jade Wiel et Floortje Mackaij. À un kilomètre et demi de l'arrivée, Brand attaque mais les autres sont vigilante. Elle remporte néanmoins le sprint et devient la première leader du classement général.
| \| Classement de l'étape \| Classement de l'étape \| Classement de l'étape \| Classement de l'étape \| Classement de l'étape \| \| Coureuse \| Coureuse \| Pays \| Équipe \| Temps \| \| --------------------- \| --------------------- \| --------------------- \| ----------------------- \| --------------------- \| \| 1re \| Lucinda Brand \| Pays-Bas \| Trek-Segafredo \| 1 h 09 min 19 s \| \| 2e \| Clara Koppenburg \| Allemagne \| Cofidis \| + 0 s \| \| 3e \| Pauliena Rooijakkers \| Pays-Bas \| Canyon-SRAM Racing \| + 0 s \| \| 4e \| Elisa Balsamo \| Italie \| Trek-Segafredo \| + 50 s \| \| 5e \| Soraya Paladin \| Italie \| Canyon-SRAM Racing \| + 50 s \| \| 6e \| Floortje Mackaij \| Pays-Bas \| Team DSM \| + 50 s \| \| 7e \| Jolanda Neff \| Suisse \| Suisse \| + 50 s \| \| 8e \| Liane Lippert \| Allemagne \| Team DSM \| + 50 s \| \| 9e \| Sarah Roy \| Australie \| Canyon-SRAM Racing \| + 50 s \| \| 10e \| Kristen Faulkner \| États-Unis \| Team BikeExchange-Jayco \| + 50 s \| |                      |            |                         |                 |
| |                      |            |                         |                 |
| |                      |            |                         |                 |
| Classement de l'étape |                      |            |                         |                 |
| Coureuse | Coureuse             | Pays       | Équipe                  | Temps           |
| 1re | Lucinda Brand        | Pays-Bas   | Trek-Segafredo          | 1 h 09 min 19 s |
| 2e | Clara Koppenburg     | Allemagne  | Cofidis                 | + 0 s           |
| 3e | Pauliena Rooijakkers | Pays-Bas   | Canyon-SRAM Racing      | + 0 s           |
| 4e | Elisa Balsamo        | Italie     | Trek-Segafredo          | + 50 s          |
| 5e | Soraya Paladin       | Italie     | Canyon-SRAM Racing      | + 50 s          |
| 6e | Floortje Mackaij     | Pays-Bas   | Team DSM                | + 50 s          |
| 7e | Jolanda Neff         | Suisse     | Suisse                  | + 50 s          |
| 8e | Liane Lippert        | Allemagne  | Team DSM                | + 50 s          |
| 9e | Sarah Roy            | Australie  | Canyon-SRAM Racing      | + 50 s          |
| 10e | Kristen Faulkner     | États-Unis | Team BikeExchange-Jayco | + 50 s          |

| \| Classement général \| Classement général \| Classement général \| Classement général \| Classement général \| \| Coureuse \| Coureuse \| Pays \| Équipe \| Temps \| \| ------------------ \| -------------------- \| ------------------ \| ----------------------- \| ------------------ \| \| 1re \| Lucinda Brand \| Pays-Bas \| Trek-Segafredo \| 1 h 09 min 06 s \| \| 2e \| Clara Koppenburg \| Allemagne \| Cofidis \| + 2 s \| \| 3e \| Pauliena Rooijakkers \| Pays-Bas \| Canyon-SRAM Racing \| + 5 s \| \| 4e \| Elisa Balsamo \| Italie \| Trek-Segafredo \| + 1 min 03 s \| \| 5e \| Soraya Paladin \| Italie \| Canyon-SRAM Racing \| + 1 min 03 s \| \| 6e \| Floortje Mackaij \| Pays-Bas \| Team DSM \| + 1 min 03 s \| \| 7e \| Jolanda Neff \| Suisse \| Suisse \| + 1 min 03 s \| \| 8e \| Liane Lippert \| Allemagne \| Team DSM \| + 1 min 03 s \| \| 9e \| Sarah Roy \| Australie \| Canyon-SRAM Racing \| + 1 min 03 s \| \| 10e \| Kristen Faulkner \| États-Unis \| Team BikeExchange-Jayco \| + 1 min 03 s \| |                      |            |                         |                 |
| |                      |            |                         |                 |
| |                      |            |                         |                 |
| Classement général |                      |            |                         |                 |
| Coureuse | Coureuse             | Pays       | Équipe                  | Temps           |
| 1re | Lucinda Brand        | Pays-Bas   | Trek-Segafredo          | 1 h 09 min 06 s |
| 2e | Clara Koppenburg     | Allemagne  | Cofidis                 | + 2 s           |
| 3e | Pauliena Rooijakkers | Pays-Bas   | Canyon-SRAM Racing      | + 5 s           |
| 4e | Elisa Balsamo        | Italie     | Trek-Segafredo          | + 1 min 03 s    |
| 5e | Soraya Paladin       | Italie     | Canyon-SRAM Racing      | + 1 min 03 s    |
| 6e | Floortje Mackaij     | Pays-Bas   | Team DSM                | + 1 min 03 s    |
| 7e | Jolanda Neff         | Suisse     | Suisse                  | + 1 min 03 s    |
| 8e | Liane Lippert        | Allemagne  | Team DSM                | + 1 min 03 s    |
| 9e | Sarah Roy            | Australie  | Canyon-SRAM Racing      | + 1 min 03 s    |
| 10e | Kristen Faulkner     | États-Unis | Team BikeExchange-Jayco | + 1 min 03 s    |

### 2eétape
Kristen Faulkner remporte le contre-la-montre et prend la tête du classement général.
| \| Classement de l'étape \| Classement de l'étape \| Classement de l'étape \| Classement de l'étape \| Classement de l'étape \| \| Coureuse \| Coureuse \| Pays \| Équipe \| Temps \| \| --------------------- \| --------------------- \| --------------------- \| ----------------------------- \| --------------------- \| \| 1re \| Kristen Faulkner \| États-Unis \| Team BikeExchange-Jayco \| 31 min 46 s \| \| 2e \| Georgia Williams \| Nouvelle-Zélande \| Team BikeExchange-Jayco \| + 14 s \| \| 3e \| Georgia Baker \| Australie \| Team BikeExchange-Jayco \| + 1 min 03 s \| \| 4e \| Lucinda Brand \| Pays-Bas \| Trek-Segafredo \| + 1 min 07 s \| \| 5e \| Lisa Klein \| Allemagne \| Canyon-SRAM Racing \| + 1 min 22 s \| \| 6e \| Jolanda Neff \| Suisse \| Suisse \| + 1 min 28 s \| \| 7e \| Pauliena Rooijakkers \| Pays-Bas \| Canyon-SRAM Racing \| + 1 min 32 s \| \| 8e \| Sarah Roy \| Australie \| Canyon-SRAM Racing \| + 1 min 36 s \| \| 9e \| Olga Zabelinskaïa \| Ouzbekistan \| Roland Cogeas-Edelweiss Squad \| + 1 min 44 s \| \| 10e \| Lisa Brennauer \| Allemagne \| Ceratizit-WNT Pro Cycling \| + 1 min 46 s \| |                      |                  |                               |              |
| |                      |                  |                               |              |
| |                      |                  |                               |              |
| Classement de l'étape |                      |                  |                               |              |
| Coureuse | Coureuse             | Pays             | Équipe                        | Temps        |
| 1re | Kristen Faulkner     | États-Unis       | Team BikeExchange-Jayco       | 31 min 46 s  |
| 2e | Georgia Williams     | Nouvelle-Zélande | Team BikeExchange-Jayco       | + 14 s       |
| 3e | Georgia Baker        | Australie        | Team BikeExchange-Jayco       | + 1 min 03 s |
| 4e | Lucinda Brand        | Pays-Bas         | Trek-Segafredo                | + 1 min 07 s |
| 5e | Lisa Klein           | Allemagne        | Canyon-SRAM Racing            | + 1 min 22 s |
| 6e | Jolanda Neff         | Suisse           | Suisse                        | + 1 min 28 s |
| 7e | Pauliena Rooijakkers | Pays-Bas         | Canyon-SRAM Racing            | + 1 min 32 s |
| 8e | Sarah Roy            | Australie        | Canyon-SRAM Racing            | + 1 min 36 s |
| 9e | Olga Zabelinskaïa    | Ouzbekistan      | Roland Cogeas-Edelweiss Squad | + 1 min 44 s |
| 10e | Lisa Brennauer       | Allemagne        | Ceratizit-WNT Pro Cycling     | + 1 min 46 s |

| \| Classement général \| Classement général \| Classement général \| Classement général \| Classement général \| \| Coureuse \| Coureuse \| Pays \| Équipe \| Temps \| \| ------------------ \| -------------------- \| ------------------ \| ---------------------------------- \| ------------------ \| \| 1re \| Kristen Faulkner \| États-Unis \| Team BikeExchange-Jayco \| 1 h 41 min 55 s \| \| 2e \| Lucinda Brand \| Pays-Bas \| Trek-Segafredo \| + 4 s \| \| 3e \| Georgia Williams \| Nouvelle-Zélande \| Team BikeExchange-Jayco \| + 14 s \| \| 4e \| Pauliena Rooijakkers \| Pays-Bas \| Canyon-SRAM Racing \| + 34 s \| \| 5e \| Georgia Baker \| Australie \| Team BikeExchange-Jayco \| + 1 min 12 s \| \| 6e \| Jolanda Neff \| Suisse \| Suisse \| + 1 min 28 s \| \| 7e \| Sarah Roy \| Australie \| Canyon-SRAM Racing \| + 1 min 36 s \| \| 8e \| Floortje Mackaij \| Pays-Bas \| Team DSM \| + 2 min 06 s \| \| 9e \| Olivia Baril \| Canada \| Valcar-Travel & Service \| + 2 min 10 s \| \| 10e \| Brodie Chapman \| Australie \| FDJ-Nouvelle Aquitaine-Futuroscope \| + 2 min 19 s \| |                      |                  |                                    |                 |
| |                      |                  |                                    |                 |
| |                      |                  |                                    |                 |
| Classement général |                      |                  |                                    |                 |
| Coureuse | Coureuse             | Pays             | Équipe                             | Temps           |
| 1re | Kristen Faulkner     | États-Unis       | Team BikeExchange-Jayco            | 1 h 41 min 55 s |
| 2e | Lucinda Brand        | Pays-Bas         | Trek-Segafredo                     | + 4 s           |
| 3e | Georgia Williams     | Nouvelle-Zélande | Team BikeExchange-Jayco            | + 14 s          |
| 4e | Pauliena Rooijakkers | Pays-Bas         | Canyon-SRAM Racing                 | + 34 s          |
| 5e | Georgia Baker        | Australie        | Team BikeExchange-Jayco            | + 1 min 12 s    |
| 6e | Jolanda Neff         | Suisse           | Suisse                             | + 1 min 28 s    |
| 7e | Sarah Roy            | Australie        | Canyon-SRAM Racing                 | + 1 min 36 s    |
| 8e | Floortje Mackaij     | Pays-Bas         | Team DSM                           | + 2 min 06 s    |
| 9e | Olivia Baril         | Canada           | Valcar-Travel & Service            | + 2 min 10 s    |
| 10e | Brodie Chapman       | Australie        | FDJ-Nouvelle Aquitaine-Futuroscope | + 2 min 19 s    |

### 3eétape
Nicole Steigenga et Aline Seitz s'échappent peu avant la montée du Gais. Elles sont reprises avant le sommet. Dans la vallée qui suit, un nouveau groupe sort. Il s'agit de : Léa Curinier, Stine Borgli, Amber Kraak, Quinty Ton et Sina Frei. Dans la montée vers St Luzisteig, Curinier et Ton sont distancées. L'avance dépasse la minute. Elles sont reprises juste avant la montée finale. À trois kilomètres de l'arrivée, Liane Lippert est retardée par une chute. Dans l'ascension, Jolanda Neff mène le rythme. Dans les derniers mètres, Lippert attaque mais Evita Muzic et Elisa Balsamo la dépassent et se jouent la victoire. La photo finish désigne l'Italienne comme vainqueur de l'étape.
| \| Classement de l'étape \| Classement de l'étape \| Classement de l'étape \| Classement de l'étape \| Classement de l'étape \| \| Coureuse \| Coureuse \| Pays \| Équipe \| Temps \| \| --------------------- \| --------------------- \| --------------------- \| ---------------------------------- \| --------------------- \| \| 1re \| Elisa Balsamo \| Italie \| Trek-Segafredo \| 3 h 18 min 40 s \| \| 2e \| Évita Muzic \| France \| FDJ-Nouvelle Aquitaine-Futuroscope \| + 0 s \| \| 3e \| Liane Lippert \| Allemagne \| Team DSM \| + 0 s \| \| 4e \| Ilaria Sanguineti \| Italie \| Valcar-Travel & Service \| + 0 s \| \| 5e \| Soraya Paladin \| Italie \| Canyon-SRAM Racing \| + 0 s \| \| 6e \| Ingvild Gåskjenn \| Norvège \| Coop-Hitec Products \| + 0 s \| \| 7e \| Jolanda Neff \| Suisse \| Suisse \| + 0 s \| \| 8e \| Pauliena Rooijakkers \| Pays-Bas \| Canyon-SRAM Racing \| + 0 s \| \| 9e \| Clara Koppenburg \| Allemagne \| Cofidis \| + 0 s \| \| 10e \| Floortje Mackaij \| Pays-Bas \| Team DSM \| + 0 s \| |                      |           |                                    |                 |
| |                      |           |                                    |                 |
| |                      |           |                                    |                 |
| Classement de l'étape |                      |           |                                    |                 |
| Coureuse | Coureuse             | Pays      | Équipe                             | Temps           |
| 1re | Elisa Balsamo        | Italie    | Trek-Segafredo                     | 3 h 18 min 40 s |
| 2e | Évita Muzic          | France    | FDJ-Nouvelle Aquitaine-Futuroscope | + 0 s           |
| 3e | Liane Lippert        | Allemagne | Team DSM                           | + 0 s           |
| 4e | Ilaria Sanguineti    | Italie    | Valcar-Travel & Service            | + 0 s           |
| 5e | Soraya Paladin       | Italie    | Canyon-SRAM Racing                 | + 0 s           |
| 6e | Ingvild Gåskjenn     | Norvège   | Coop-Hitec Products                | + 0 s           |
| 7e | Jolanda Neff         | Suisse    | Suisse                             | + 0 s           |
| 8e | Pauliena Rooijakkers | Pays-Bas  | Canyon-SRAM Racing                 | + 0 s           |
| 9e | Clara Koppenburg     | Allemagne | Cofidis                            | + 0 s           |
| 10e | Floortje Mackaij     | Pays-Bas  | Team DSM                           | + 0 s           |

| \| Classement général \| Classement général \| Classement général \| Classement général \| Classement général \| \| Coureuse \| Coureuse \| Pays \| Équipe \| Temps \| \| ------------------ \| -------------------- \| ------------------ \| ---------------------------------- \| ------------------ \| \| 1re \| Kristen Faulkner \| États-Unis \| Team BikeExchange-Jayco \| 5 h 00 min 35 s \| \| 2e \| Lucinda Brand \| Pays-Bas \| Trek-Segafredo \| + 4 s \| \| 3e \| Georgia Williams \| Nouvelle-Zélande \| Team BikeExchange-Jayco \| + 14 s \| \| 4e \| Pauliena Rooijakkers \| Pays-Bas \| Canyon-SRAM Racing \| + 34 s \| \| 5e \| Jolanda Neff \| Suisse \| Suisse \| + 1 min 28 s \| \| 6e \| Floortje Mackaij \| Pays-Bas \| Team DSM \| + 2 min 06 s \| \| 7e \| Olivia Baril \| Canada \| Valcar-Travel & Service \| + 2 min 10 s \| \| 8e \| Brodie Chapman \| Australie \| FDJ-Nouvelle Aquitaine-Futuroscope \| + 2 min 19 s \| \| 9e \| Clara Koppenburg \| Allemagne \| Cofidis \| + 2 min 19 s \| \| 10e \| Alessandra Keller \| Suisse \| Suisse \| + 2 min 24 s \| |                      |                  |                                    |                 |
| |                      |                  |                                    |                 |
| |                      |                  |                                    |                 |
| Classement général |                      |                  |                                    |                 |
| Coureuse | Coureuse             | Pays             | Équipe                             | Temps           |
| 1re | Kristen Faulkner     | États-Unis       | Team BikeExchange-Jayco            | 5 h 00 min 35 s |
| 2e | Lucinda Brand        | Pays-Bas         | Trek-Segafredo                     | + 4 s           |
| 3e | Georgia Williams     | Nouvelle-Zélande | Team BikeExchange-Jayco            | + 14 s          |
| 4e | Pauliena Rooijakkers | Pays-Bas         | Canyon-SRAM Racing                 | + 34 s          |
| 5e | Jolanda Neff         | Suisse           | Suisse                             | + 1 min 28 s    |
| 6e | Floortje Mackaij     | Pays-Bas         | Team DSM                           | + 2 min 06 s    |
| 7e | Olivia Baril         | Canada           | Valcar-Travel & Service            | + 2 min 10 s    |
| 8e | Brodie Chapman       | Australie        | FDJ-Nouvelle Aquitaine-Futuroscope | + 2 min 19 s    |
| 9e | Clara Koppenburg     | Allemagne        | Cofidis                            | + 2 min 19 s    |
| 10e | Alessandra Keller    | Suisse           | Suisse                             | + 2 min 24 s    |

### 4eétape
La montée du Wolfgangpass provoque une sélection dans le peloton. Sina Frei attaque, mais est reprise. Après le sommet, Victorie Guilman, Amber Kraak, Valerie Demey et Alessandra Keller sortent. Il se met à pleuvoir sur la course. Lucinda Brand et Jolanda Neff attaquent dans la descente. Brand prend ainsi de précieuses secondes de bonification au sprint intermédiaire. Neff et Brand compte cinquante secondes d'avance sur le groupe Faulkner au pied de la montée finale. Peu après, Brand distance Neff. Derrière, Faulkner et Rooijakkers ne ménagent pas leurs efforts. Faulkner revient sur Brand juste avant la flamme rouge. Dans le dernier virage, Faulkner chute néanmoins. Lucinda Brand remporte ainsi l'étape et la course.
| \| Classement de l'étape \| Classement de l'étape \| Classement de l'étape \| Classement de l'étape \| Classement de l'étape \| \| Coureuse \| Coureuse \| Pays \| Équipe \| Temps \| \| --------------------- \| --------------------- \| --------------------- \| ---------------------------------- \| --------------------- \| \| 1re \| Lucinda Brand \| Pays-Bas \| Trek-Segafredo \| 2 h 52 min 20 s \| \| 2e \| Kristen Faulkner \| États-Unis \| Team BikeExchange-Jayco \| + 15 s \| \| 3e \| Brodie Chapman \| Australie \| FDJ-Nouvelle Aquitaine-Futuroscope \| + 15 s \| \| 4e \| Erica Magnaldi \| Italie \| UAE Team ADQ \| + 15 s \| \| 5e \| Pauliena Rooijakkers \| Pays-Bas \| Canyon-SRAM Racing \| + 36 s \| \| 6e \| Clara Koppenburg \| Allemagne \| Cofidis \| + 50 s \| \| 7e \| Floortje Mackaij \| Pays-Bas \| Team DSM \| + 59 s \| \| 8e \| Olivia Baril \| Canada \| Valcar-Travel & Service \| + 1 min 25 s \| \| 9e \| Ingvild Gåskjenn \| Norvège \| Coop-Hitec Products \| + 1 min 26 s \| \| 10e \| Jolanda Neff \| Suisse \| Suisse \| + 1 min 26 s \| |                      |            |                                    |                 |
| |                      |            |                                    |                 |
| |                      |            |                                    |                 |
| Classement de l'étape |                      |            |                                    |                 |
| Coureuse | Coureuse             | Pays       | Équipe                             | Temps           |
| 1re | Lucinda Brand        | Pays-Bas   | Trek-Segafredo                     | 2 h 52 min 20 s |
| 2e | Kristen Faulkner     | États-Unis | Team BikeExchange-Jayco            | + 15 s          |
| 3e | Brodie Chapman       | Australie  | FDJ-Nouvelle Aquitaine-Futuroscope | + 15 s          |
| 4e | Erica Magnaldi       | Italie     | UAE Team ADQ                       | + 15 s          |
| 5e | Pauliena Rooijakkers | Pays-Bas   | Canyon-SRAM Racing                 | + 36 s          |
| 6e | Clara Koppenburg     | Allemagne  | Cofidis                            | + 50 s          |
| 7e | Floortje Mackaij     | Pays-Bas   | Team DSM                           | + 59 s          |
| 8e | Olivia Baril         | Canada     | Valcar-Travel & Service            | + 1 min 25 s    |
| 9e | Ingvild Gåskjenn     | Norvège    | Coop-Hitec Products                | + 1 min 26 s    |
| 10e | Jolanda Neff         | Suisse     | Suisse                             | + 1 min 26 s    |

## Classements finals

### Classement général final
| \| Classement général \| Classement général \| Classement général \| Classement général \| Classement général \| \| Coureuse \| Coureuse \| Pays \| Équipe \| Temps \| \| ------------------ \| -------------------- \| ------------------ \| ---------------------------------- \| ------------------ \| \| 1re \| Lucinda Brand \| Pays-Bas \| Trek-Segafredo \| 7 h 52 min 46 s \| \| 2e \| Kristen Faulkner \| États-Unis \| Team BikeExchange-Jayco \| + 17 s \| \| 3e \| Pauliena Rooijakkers \| Pays-Bas \| Canyon-SRAM Racing \| + 1 min 19 s \| \| 4e \| Brodie Chapman \| Australie \| FDJ-Nouvelle Aquitaine-Futuroscope \| + 2 min 39 s \| \| 5e \| Jolanda Neff \| Suisse \| Suisse \| + 3 min 01 s \| \| 6e \| Floortje Mackaij \| Pays-Bas \| Team DSM \| + 3 min 14 s \| \| 7e \| Clara Koppenburg \| Allemagne \| Cofidis \| + 3 min 18 s \| \| 8e \| Erica Magnaldi \| Italie \| UAE Team ADQ \| + 3 min 22 s \| \| 9e \| Olivia Baril \| Canada \| Valcar-Travel & Service \| + 3 min 44 s \| \| 10e \| Georgia Williams \| Nouvelle-Zélande \| Team BikeExchange-Jayco \| + 4 min 08 s \| |                      |                  |                                    |                 |
| |                      |                  |                                    |                 |
| |                      |                  |                                    |                 |
| Classement général |                      |                  |                                    |                 |
| Coureuse | Coureuse             | Pays             | Équipe                             | Temps           |
| 1re | Lucinda Brand        | Pays-Bas         | Trek-Segafredo                     | 7 h 52 min 46 s |
| 2e | Kristen Faulkner     | États-Unis       | Team BikeExchange-Jayco            | + 17 s          |
| 3e | Pauliena Rooijakkers | Pays-Bas         | Canyon-SRAM Racing                 | + 1 min 19 s    |
| 4e | Brodie Chapman       | Australie        | FDJ-Nouvelle Aquitaine-Futuroscope | + 2 min 39 s    |
| 5e | Jolanda Neff         | Suisse           | Suisse                             | + 3 min 01 s    |
| 6e | Floortje Mackaij     | Pays-Bas         | Team DSM                           | + 3 min 14 s    |
| 7e | Clara Koppenburg     | Allemagne        | Cofidis                            | + 3 min 18 s    |
| 8e | Erica Magnaldi       | Italie           | UAE Team ADQ                       | + 3 min 22 s    |
| 9e | Olivia Baril         | Canada           | Valcar-Travel & Service            | + 3 min 44 s    |
| 10e | Georgia Williams     | Nouvelle-Zélande | Team BikeExchange-Jayco            | + 4 min 08 s    |

### Points UCI
| Position           | 1er | 2e  | 3e  | 4e  | 5e | 6e | 7e | 8e | 9e | 10e | 11e | 12e | 13e | 14e | 15e | 16e à 25e | 26e à 30e |
| Classement général | 200 | 150 | 125 | 100 | 85 | 70 | 60 | 50 | 40 | 35  | 30  | 25  | 20  | 15  | 10  | 5         | 3         |
| Par étape          | 25  | 20  | 15  | 12  | 10 | 8  | 6  | 4  |    |     |     |     |     |     |     |           |           |
| Leader, par étape  | 5   |     |     |     |    |    |    |    |    |     |     |     |     |     |     |           |           |

### Classements annexes
| Classement par points | Classement par points | Classement par points | Classement par points              | Classement par points |
| Coureuse              | Coureuse              | Pays                  | Équipe                             | Points                |
| --------------------- | --------------------- | --------------------- | ---------------------------------- | --------------------- |
| 1re                   | Lucinda Brand         | Pays-Bas              | Trek-Segafredo                     | 35 pts                |
| 2e                    | Kristen Faulkner      | États-Unis            | Team BikeExchange-Jayco            | 21 pts                |
| 3e                    | Elisa Balsamo         | Italie                | Trek-Segafredo                     | 20 pts                |
| 4e                    | Clara Koppenburg      | Allemagne             | Cofidis                            | 14 pts                |
| 5e                    | Pauliena Rooijakkers  | Pays-Bas              | Canyon-SRAM Racing                 | 13 pts                |
| 6e                    | Stine Borgli          | Norvège               | FDJ-Nouvelle Aquitaine-Futuroscope | 8 pts                 |
| 7e                    | Georgia Williams      | Nouvelle-Zélande      | Team BikeExchange-Jayco            | 8 pts                 |
| 8e                    | Évita Muzic           | France                | FDJ-Nouvelle Aquitaine-Futuroscope | 8 pts                 |
| 9e                    | Soraya Paladin        | Italie                | Canyon-SRAM Racing                 | 7 pts                 |
| 10e                   | Brodie Chapman        | Australie             | FDJ-Nouvelle Aquitaine-Futuroscope | 6 pts                 |

| Classement par points | Classement par points | Classement par points | Classement par points              | Classement par points |
| Coureuse              | Coureuse              | Pays                  | Équipe                             | Points                |
| --------------------- | --------------------- | --------------------- | ---------------------------------- | --------------------- |
| 1re                   | Lucinda Brand         | Pays-Bas              | Trek-Segafredo                     | 35 pts                |
| 2e                    | Kristen Faulkner      | États-Unis            | Team BikeExchange-Jayco            | 21 pts                |
| 3e                    | Elisa Balsamo         | Italie                | Trek-Segafredo                     | 20 pts                |
| 4e                    | Clara Koppenburg      | Allemagne             | Cofidis                            | 14 pts                |
| 5e                    | Pauliena Rooijakkers  | Pays-Bas              | Canyon-SRAM Racing                 | 13 pts                |
| 6e                    | Stine Borgli          | Norvège               | FDJ-Nouvelle Aquitaine-Futuroscope | 8 pts                 |
| 7e                    | Georgia Williams      | Nouvelle-Zélande      | Team BikeExchange-Jayco            | 8 pts                 |
| 8e                    | Évita Muzic           | France                | FDJ-Nouvelle Aquitaine-Futuroscope | 8 pts                 |
| 9e                    | Soraya Paladin        | Italie                | Canyon-SRAM Racing                 | 7 pts                 |
| 10e                   | Brodie Chapman        | Australie             | FDJ-Nouvelle Aquitaine-Futuroscope | 6 pts                 |

| Classement de la montagne | Classement de la montagne | Classement de la montagne | Classement de la montagne          | Classement de la montagne |
| Coureuse                  | Coureuse                  | Pays                      | Équipe                             | Points                    |
| ------------------------- | ------------------------- | ------------------------- | ---------------------------------- | ------------------------- |
| 1re                       | Pauliena Rooijakkers      | Pays-Bas                  | Canyon-SRAM Racing                 | 28 pts                    |
| 2e                        | Évita Muzic               | France                    | FDJ-Nouvelle Aquitaine-Futuroscope | 20 pts                    |
| 3e                        | Kristen Faulkner          | États-Unis                | Team BikeExchange-Jayco            | 16 pts                    |
| 4e                        | Lucinda Brand             | Pays-Bas                  | Trek-Segafredo                     | 10 pts                    |
| 5e                        | Brodie Chapman            | Australie                 | FDJ-Nouvelle Aquitaine-Futuroscope | 10 pts                    |
| 6e                        | Erica Magnaldi            | Italie                    | UAE Team ADQ                       | 10 pts                    |
| 7e                        | Noemi Rüegg               | Suisse                    | Team Jumbo-Visma                   | 9 pts                     |
| 8e                        | Stine Borgli              | Norvège                   | FDJ-Nouvelle Aquitaine-Futuroscope | 4 pts                     |
| 9e                        | Clara Koppenburg          | Allemagne                 | Cofidis                            | 4 pts                     |
| 10e                       | Jolanda Neff              | Suisse                    | Suisse                             | 2 pts                     |

| Classement de la montagne | Classement de la montagne | Classement de la montagne | Classement de la montagne          | Classement de la montagne |
| Coureuse                  | Coureuse                  | Pays                      | Équipe                             | Points                    |
| ------------------------- | ------------------------- | ------------------------- | ---------------------------------- | ------------------------- |
| 1re                       | Pauliena Rooijakkers      | Pays-Bas                  | Canyon-SRAM Racing                 | 28 pts                    |
| 2e                        | Évita Muzic               | France                    | FDJ-Nouvelle Aquitaine-Futuroscope | 20 pts                    |
| 3e                        | Kristen Faulkner          | États-Unis                | Team BikeExchange-Jayco            | 16 pts                    |
| 4e                        | Lucinda Brand             | Pays-Bas                  | Trek-Segafredo                     | 10 pts                    |
| 5e                        | Brodie Chapman            | Australie                 | FDJ-Nouvelle Aquitaine-Futuroscope | 10 pts                    |
| 6e                        | Erica Magnaldi            | Italie                    | UAE Team ADQ                       | 10 pts                    |
| 7e                        | Noemi Rüegg               | Suisse                    | Team Jumbo-Visma                   | 9 pts                     |
| 8e                        | Stine Borgli              | Norvège                   | FDJ-Nouvelle Aquitaine-Futuroscope | 4 pts                     |
| 9e                        | Clara Koppenburg          | Allemagne                 | Cofidis                            | 4 pts                     |
| 10e                       | Jolanda Neff              | Suisse                    | Suisse                             | 2 pts                     |

| Classement du meilleur jeune | Classement du meilleur jeune | Classement du meilleur jeune | Classement du meilleur jeune       | Classement du meilleur jeune |
| Coureuse                     | Coureuse                     | Pays                         | Équipe                             | Temps                        |
| ---------------------------- | ---------------------------- | ---------------------------- | ---------------------------------- | ---------------------------- |
| 1re                          | Olivia Baril                 | Canada                       | Valcar-Travel & Service            | 7 h 56 min 30 s              |
| 2e                           | Neve Bradbury                | Australie                    | Canyon-SRAM Racing                 | + 1 min 13 s                 |
| 3e                           | Liane Lippert                | Allemagne                    | Team DSM                           | + 1 min 19 s                 |
| 4e                           | Maëva Squiban                | France                       | Stade Rochelais Charente-Maritime  | + 2 min 30 s                 |
| 5e                           | Elizabeth Stannard           | Australie                    | Valcar-Travel & Service            | + 3 min 03 s                 |
| 6e                           | Steffi Häberlin              | Suisse                       | BeCycling Regional                 | + 3 min 04 s                 |
| 7e                           | Ingvild Gåskjenn             | Norvège                      | Coop-Hitec Products                | + 3 min 35 s                 |
| 8e                           | Évita Muzic                  | France                       | FDJ-Nouvelle Aquitaine-Futuroscope | + 4 min 00 s                 |
| 9e                           | Sina Frei                    | Suisse                       | Suisse                             | + 4 min 29 s                 |
| 10e                          | Quinty Ton                   | Pays-Bas                     | Liv Racing Xstra                   | + 5 min 09 s                 |

| Classement du meilleur jeune | Classement du meilleur jeune | Classement du meilleur jeune | Classement du meilleur jeune       | Classement du meilleur jeune |
| Coureuse                     | Coureuse                     | Pays                         | Équipe                             | Temps                        |
| ---------------------------- | ---------------------------- | ---------------------------- | ---------------------------------- | ---------------------------- |
| 1re                          | Olivia Baril                 | Canada                       | Valcar-Travel & Service            | 7 h 56 min 30 s              |
| 2e                           | Neve Bradbury                | Australie                    | Canyon-SRAM Racing                 | + 1 min 13 s                 |
| 3e                           | Liane Lippert                | Allemagne                    | Team DSM                           | + 1 min 19 s                 |
| 4e                           | Maëva Squiban                | France                       | Stade Rochelais Charente-Maritime  | + 2 min 30 s                 |
| 5e                           | Elizabeth Stannard           | Australie                    | Valcar-Travel & Service            | + 3 min 03 s                 |
| 6e                           | Steffi Häberlin              | Suisse                       | BeCycling Regional                 | + 3 min 04 s                 |
| 7e                           | Ingvild Gåskjenn             | Norvège                      | Coop-Hitec Products                | + 3 min 35 s                 |
| 8e                           | Évita Muzic                  | France                       | FDJ-Nouvelle Aquitaine-Futuroscope | + 4 min 00 s                 |
| 9e                           | Sina Frei                    | Suisse                       | Suisse                             | + 4 min 29 s                 |
| 10e                          | Quinty Ton                   | Pays-Bas                     | Liv Racing Xstra                   | + 5 min 09 s                 |

## Évolution des classements
| Étape              |                             | Vainqueur _      | Classement général | Classement par points | Meilleure grimpeuse  | Meilleure jeune | Meilleure équipe _      |
| ------------------ | --------------------------- | ---------------- | ------------------ | --------------------- | -------------------- | --------------- | ----------------------- |
| 1re étape          | étape de plaine             | Lucinda Brand    | Lucinda Brand      | Lucinda Brand         | Pauliena Rooijakkers | Elisa Balsamo   | Canyon-SRAM Racing      |
| 2e étape           | contre-la-montre individuel | Kristen Faulkner | Kristen Faulkner   | Lucinda Brand         | Pauliena Rooijakkers | Olivia Baril    | Team BikeExchange-Jayco |
| 3e étape           | étape de moyenne montagne   | Elisa Balsamo    | Kristen Faulkner   | Lucinda Brand         | Pauliena Rooijakkers | Olivia Baril    | Team BikeExchange-Jayco |
| 4e étape           | étape de montagne           | Lucinda Brand    | Lucinda Brand      | Lucinda Brand         | Pauliena Rooijakkers | Olivia Baril    | Canyon-SRAM Racing      |
| Classements finals | Classements finals          |                  | Lucinda Brand      | Lucinda Brand         | Pauliena Rooijakkers | Olivia Baril    | Canyon-SRAM Racing      |

## Liste des participantes
| Trek-Segafredo TFS | Trek-Segafredo TFS              | Trek-Segafredo TFS |
| ------------------ | ------------------------------- | ------------------ |
| Num                | Coureuse                        | Pos                |
| 1                  | Elisa Balsamo (ITA) (route)     | 28e                |
| 2                  | Lucinda Brand (NED)             | 1re                |
| 3                  | Amalie Dideriksen (DEN) (route) | AB-4               |
| 4                  | Lauretta Hanson (AUS)           | 60e                |
| 6                  | Letizia Paternoster (ITA)       | 64e                |

| Team BikeExchange-Jayco BEX | Team BikeExchange-Jayco BEX     | Team BikeExchange-Jayco BEX |
| --------------------------- | ------------------------------- | --------------------------- |
| Num                         | Coureuse                        | Pos                         |
| 11                          | Georgia Baker (AUS)             | 46e                         |
| 12                          | Jessica Allen (AUS)             | AB-4                        |
| 13                          | Kristen Faulkner (USA)          | 2e                          |
| 14                          | Wei Shi Chelsie Tan (SGP)       | AB-3                        |
| 15                          | Georgia Williams (NZL) (chrono) | 10e                         |
| 16                          | Urška Žigart (SLO)              | 30e                         |

| Canyon-SRAM Racing CSR | Canyon-SRAM Racing CSR     | Canyon-SRAM Racing CSR |
| ---------------------- | -------------------------- | ---------------------- |
| Num                    | Coureuse                   | Pos                    |
| 21                     | Neve Bradbury (AUS)        | 11e                    |
| 22                     | Ella Harris (NZL)          | 51e                    |
| 23                     | Lisa Klein (GER)           | AB-4                   |
| 24                     | Soraya Paladin (ITA)       | 15e                    |
| 25                     | Pauliena Rooijakkers (NED) | 3e                     |
| 26                     | Sarah Roy (AUS)            | 36e                    |

| Team DSM DSM | Team DSM DSM           | Team DSM DSM |
| ------------ | ---------------------- | ------------ |
| Num          | Coureuse               | Pos          |
| 31           | Liane Lippert (GER)    | 12e          |
| 32           | Léa Curinier (FRA)     | 40e          |
| 33           | Francesca Barale (ITA) | 43e          |
| 34           | Floortje Mackaij (NED) | 6e           |

| FDJ-Nouvelle Aquitaine-Futuroscope FSF | FDJ-Nouvelle Aquitaine-Futuroscope FSF | FDJ-Nouvelle Aquitaine-Futuroscope FSF |
| -------------------------------------- | -------------------------------------- | -------------------------------------- |
| Num                                    | Coureuse                               | Pos                                    |
| 41                                     | Stine Borgli (NOR)                     | 27e                                    |
| 42                                     | Brodie Chapman (AUS)                   | 4e                                     |
| 43                                     | Eugénie Duval (FRA)                    | AB-2                                   |
| 44                                     | Victorie Guilman (FRA)                 | 24e                                    |
| 45                                     | Évita Muzic (FRA) (route)              | 20e                                    |
| 46                                     | Jade Wiel (FRA)                        | 42e                                    |

| Team Jumbo-Visma TJV | Team Jumbo-Visma TJV      | Team Jumbo-Visma TJV |
| -------------------- | ------------------------- | -------------------- |
| Num                  | Coureuse                  | Pos                  |
| 51                   | Noemi Rüegg (SUI)         | 38e                  |
| 52                   | Linda Riedmann (GER)      | 41e                  |
| 53                   | Amber Kraak (NED)         | 31e                  |
| 54                   | Aafke Soet (NED)          | 26e                  |
| 55                   | Carlijn Achtereekte (NED) | 55e                  |

| Liv Racing Xstra LIV | Liv Racing Xstra LIV  | Liv Racing Xstra LIV |
| -------------------- | --------------------- | -------------------- |
| Num                  | Coureuse              | Pos                  |
| 61                   | Valerie Demey (BEL)   | 37e                  |
| 62                   | Jeanne Korevaar (NED) | 13e                  |
| 63                   | Katia Ragusa (ITA)    | 61e                  |
| 64                   | Quinty Ton (NED)      | 23e                  |

| Roland Cogeas-Edelweiss Squad CGS | Roland Cogeas-Edelweiss Squad CGS | Roland Cogeas-Edelweiss Squad CGS |
| --------------------------------- | --------------------------------- | --------------------------------- |
| Num                               | Coureuse                          | Pos                               |
| 71                                | Caroline Baur (SUI)               | 50e                               |
| 72                                | Rotem Gafinovitz (ISR) (chrono)   | AB-3                              |
| 73                                | Aline Seitz (SUI)                 | AB-4                              |
| 74                                | Anna Gabrielle Traxler (CAN)      | 45e                               |
| 75                                | Petra Stiasny (SUI)               | 29e                               |
| 76                                | Olga Zabelinskaïa (UZB)           | 57e                               |

| UAE Team ADQ UAD | UAE Team ADQ UAD                      | UAE Team ADQ UAD |
| ---------------- | ------------------------------------- | ---------------- |
| Num              | Coureuse                              | Pos              |
| 81               | Marta Bastianelli (ITA)               | AB-3             |
| 82               | Eugenia Bujak (SLO) (route et chrono) | 34e              |
| 83               | Alena Ivanchenko (RUS)                | 32e              |
| 84               | Erica Magnaldi (ITA)                  | 8e               |
| 85               | Maria Novolodskaya (RUS)              | AB-4             |
| 86               | Linda Zanetti (SUI)                   | 62e              |

| Andy Schleck-CP NVST-Immo Losch ASC | Andy Schleck-CP NVST-Immo Losch ASC | Andy Schleck-CP NVST-Immo Losch ASC |
| ----------------------------------- | ----------------------------------- | ----------------------------------- |
| Num                                 | Coureuse                            | Pos                                 |
| 91                                  | Michelle Andres (SUI)               | AB-2                                |
| 92                                  | Fabienne Buri (SUI)                 | AB-3                                |
| 93                                  | Kerry Jonker (RSA)                  | AB-3                                |
| 94                                  | Vera Looser (NAM) (route et chrono) | AB-3                                |
| 95                                  | Léna Mettraux (SUI)                 | AB-3                                |

| Ceratizit-WNT Pro Cycling WNT | Ceratizit-WNT Pro Cycling WNT          | Ceratizit-WNT Pro Cycling WNT |
| ----------------------------- | -------------------------------------- | ----------------------------- |
| Num                           | Coureuse                               | Pos                           |
| 101                           | Lisa Brennauer (GER) (route et chrono) | AB-3                          |
| 102                           | Sandra Alonso (ESP)                    | AB-3                          |
| 104                           | Martina Fidanza (ITA)                  | AB-3                          |
| 105                           | Clea Seidel (GER)                      | AB-3                          |
| 106                           | Lea Lin Teutenberg (GER)               | AB-3                          |

| Cofidis COF | Cofidis COF            | Cofidis COF |
| ----------- | ---------------------- | ----------- |
| Num         | Coureuse               | Pos         |
| 111         | Martina Alzini (ITA)   | AB-3        |
| 112         | Victoire Berteau (FRA) | 49e         |
| 113         | Alana Castrique (BEL)  | 52e         |
| 114         | Clara Koppenburg (GER) | 7e          |
| 115         | Rachel Neylan (AUS)    | AB-4        |

| Coop-Hitec Products HPU | Coop-Hitec Products HPU  | Coop-Hitec Products HPU |
| ----------------------- | ------------------------ | ----------------------- |
| Num                     | Coureuse                 | Pos                     |
| 121                     | Caroline Andersson (SWE) | 35e                     |
| 122                     | Ingvild Gåskjenn (NOR)   | 19e                     |
| 123                     | Tiril Jørgensen (NOR)    | AB-3                    |
| 125                     | Nicole Steigenga (NED)   | AB-4                    |
| 126                     | Christa Riffel (GER)     | AB-2                    |

| Lotto Soudal Ladies LSL | Lotto Soudal Ladies LSL  | Lotto Soudal Ladies LSL |
| ----------------------- | ------------------------ | ----------------------- |
| Num                     | Coureuse                 | Pos                     |
| 131                     | Mieke Docx (BEL)         | AB-4                    |
| 132                     | Josie Knight (GBR)       | 59e                     |
| 133                     | Mijntje Geurts (NED)     | 54e                     |
| 134                     | Esmée Gielkens (BEL)     | AB-3                    |
| 135                     | Elise vander Sande (BEL) | AB-4                    |
| 136                     | Kylie Waterreus (NED)    | AB-4                    |

| Stade Rochelais Charente-Maritime CMW | Stade Rochelais Charente-Maritime CMW    | Stade Rochelais Charente-Maritime CMW |
| ------------------------------------- | ---------------------------------------- | ------------------------------------- |
| Num                                   | Coureuse                                 | Pos                                   |
| 141                                   | Noémie Abgrall (FRA)                     | 47e                                   |
| 142                                   | Marine Allione (FRA)                     | 44e                                   |
| 143                                   | India Grangier (FRA)                     | AB-4                                  |
| 144                                   | Frances Janse van Rensburg (RSA) (route) | 63e                                   |
| 145                                   | Maëva Squiban (FRA)                      | 16e                                   |
| 146                                   | Natalie Grinczer (GBR)                   | 39e                                   |

| Valcar-Travel & Service VAL | Valcar-Travel & Service VAL | Valcar-Travel & Service VAL |
| --------------------------- | --------------------------- | --------------------------- |
| Num                         | Coureuse                    | Pos                         |
| 151                         | Alice Maria Arzuffi (ITA)   | 21e                         |
| 152                         | Olivia Baril (CAN)          | 9e                          |
| 153                         | Karolina Kumięga (POL)      | AB-4                        |
| 154                         | Ilaria Sanguineti (ITA)     | 48e                         |
| 155                         | Margaux Vigié (FRA)         | AB-4                        |
| 156                         | Elizabeth Stannard (AUS)    | 17e                         |

| Suisse SUI | Suisse SUI        | Suisse SUI |
| ---------- | ----------------- | ---------- |
| Num        | Coureuse          | Pos        |
| 161        | Jolanda Neff      | 5e         |
| 162        | Sina Frei         | 22e        |
| 163        | Linda Indergand   | 33e        |
| 164        | Alessandra Keller | 14e        |
| 165        | Nicole Koller     | 58e        |
| 166        | Ronja Blöchlinger | 56e        |

| BeCycling Regional ___ | BeCycling Regional ___ | BeCycling Regional ___ |
| ---------------------- | ---------------------- | ---------------------- |
| Num                    | Coureuse               | Pos                    |
| 171                    | Nicole Suter (SUI)     | AB-4                   |
| 172                    | Lea Fuchs (SUI)        | 25e                    |
| 173                    | Steffi Häberlin (SUI)  | 18e                    |
| 174                    | Lara Krähemann (SUI)   | 53e                    |
| 175                    | Jasmin Liechti (SUI)   | 65e                    |
| 176                    | Annika Liehner (SUI)   | AB-3                   |

| Trek-Segafredo TFS | Trek-Segafredo TFS              | Trek-Segafredo TFS |
| ------------------ | ------------------------------- | ------------------ |
| Num                | Coureuse                        | Pos                |
| 1                  | Elisa Balsamo (ITA) (route)     | 28e                |
| 2                  | Lucinda Brand (NED)             | 1re                |
| 3                  | Amalie Dideriksen (DEN) (route) | AB-4               |
| 4                  | Lauretta Hanson (AUS)           | 60e                |
| 6                  | Letizia Paternoster (ITA)       | 64e                |

| Team BikeExchange-Jayco BEX | Team BikeExchange-Jayco BEX     | Team BikeExchange-Jayco BEX |
| --------------------------- | ------------------------------- | --------------------------- |
| Num                         | Coureuse                        | Pos                         |
| 11                          | Georgia Baker (AUS)             | 46e                         |
| 12                          | Jessica Allen (AUS)             | AB-4                        |
| 13                          | Kristen Faulkner (USA)          | 2e                          |
| 14                          | Wei Shi Chelsie Tan (SGP)       | AB-3                        |
| 15                          | Georgia Williams (NZL) (chrono) | 10e                         |
| 16                          | Urška Žigart (SLO)              | 30e                         |

| Canyon-SRAM Racing CSR | Canyon-SRAM Racing CSR     | Canyon-SRAM Racing CSR |
| ---------------------- | -------------------------- | ---------------------- |
| Num                    | Coureuse                   | Pos                    |
| 21                     | Neve Bradbury (AUS)        | 11e                    |
| 22                     | Ella Harris (NZL)          | 51e                    |
| 23                     | Lisa Klein (GER)           | AB-4                   |
| 24                     | Soraya Paladin (ITA)       | 15e                    |
| 25                     | Pauliena Rooijakkers (NED) | 3e                     |
| 26                     | Sarah Roy (AUS)            | 36e                    |

| Team DSM DSM | Team DSM DSM           | Team DSM DSM |
| ------------ | ---------------------- | ------------ |
| Num          | Coureuse               | Pos          |
| 31           | Liane Lippert (GER)    | 12e          |
| 32           | Léa Curinier (FRA)     | 40e          |
| 33           | Francesca Barale (ITA) | 43e          |
| 34           | Floortje Mackaij (NED) | 6e           |

| FDJ-Nouvelle Aquitaine-Futuroscope FSF | FDJ-Nouvelle Aquitaine-Futuroscope FSF | FDJ-Nouvelle Aquitaine-Futuroscope FSF |
| -------------------------------------- | -------------------------------------- | -------------------------------------- |
| Num                                    | Coureuse                               | Pos                                    |
| 41                                     | Stine Borgli (NOR)                     | 27e                                    |
| 42                                     | Brodie Chapman (AUS)                   | 4e                                     |
| 43                                     | Eugénie Duval (FRA)                    | AB-2                                   |
| 44                                     | Victorie Guilman (FRA)                 | 24e                                    |
| 45                                     | Évita Muzic (FRA) (route)              | 20e                                    |
| 46                                     | Jade Wiel (FRA)                        | 42e                                    |

| Team Jumbo-Visma TJV | Team Jumbo-Visma TJV      | Team Jumbo-Visma TJV |
| -------------------- | ------------------------- | -------------------- |
| Num                  | Coureuse                  | Pos                  |
| 51                   | Noemi Rüegg (SUI)         | 38e                  |
| 52                   | Linda Riedmann (GER)      | 41e                  |
| 53                   | Amber Kraak (NED)         | 31e                  |
| 54                   | Aafke Soet (NED)          | 26e                  |
| 55                   | Carlijn Achtereekte (NED) | 55e                  |

| Liv Racing Xstra LIV | Liv Racing Xstra LIV  | Liv Racing Xstra LIV |
| -------------------- | --------------------- | -------------------- |
| Num                  | Coureuse              | Pos                  |
| 61                   | Valerie Demey (BEL)   | 37e                  |
| 62                   | Jeanne Korevaar (NED) | 13e                  |
| 63                   | Katia Ragusa (ITA)    | 61e                  |
| 64                   | Quinty Ton (NED)      | 23e                  |

| Roland Cogeas-Edelweiss Squad CGS | Roland Cogeas-Edelweiss Squad CGS | Roland Cogeas-Edelweiss Squad CGS |
| --------------------------------- | --------------------------------- | --------------------------------- |
| Num                               | Coureuse                          | Pos                               |
| 71                                | Caroline Baur (SUI)               | 50e                               |
| 72                                | Rotem Gafinovitz (ISR) (chrono)   | AB-3                              |
| 73                                | Aline Seitz (SUI)                 | AB-4                              |
| 74                                | Anna Gabrielle Traxler (CAN)      | 45e                               |
| 75                                | Petra Stiasny (SUI)               | 29e                               |
| 76                                | Olga Zabelinskaïa (UZB)           | 57e                               |

| UAE Team ADQ UAD | UAE Team ADQ UAD                      | UAE Team ADQ UAD |
| ---------------- | ------------------------------------- | ---------------- |
| Num              | Coureuse                              | Pos              |
| 81               | Marta Bastianelli (ITA)               | AB-3             |
| 82               | Eugenia Bujak (SLO) (route et chrono) | 34e              |
| 83               | Alena Ivanchenko (RUS)                | 32e              |
| 84               | Erica Magnaldi (ITA)                  | 8e               |
| 85               | Maria Novolodskaya (RUS)              | AB-4             |
| 86               | Linda Zanetti (SUI)                   | 62e              |

| Andy Schleck-CP NVST-Immo Losch ASC | Andy Schleck-CP NVST-Immo Losch ASC | Andy Schleck-CP NVST-Immo Losch ASC |
| ----------------------------------- | ----------------------------------- | ----------------------------------- |
| Num                                 | Coureuse                            | Pos                                 |
| 91                                  | Michelle Andres (SUI)               | AB-2                                |
| 92                                  | Fabienne Buri (SUI)                 | AB-3                                |
| 93                                  | Kerry Jonker (RSA)                  | AB-3                                |
| 94                                  | Vera Looser (NAM) (route et chrono) | AB-3                                |
| 95                                  | Léna Mettraux (SUI)                 | AB-3                                |

| Ceratizit-WNT Pro Cycling WNT | Ceratizit-WNT Pro Cycling WNT          | Ceratizit-WNT Pro Cycling WNT |
| ----------------------------- | -------------------------------------- | ----------------------------- |
| Num                           | Coureuse                               | Pos                           |
| 101                           | Lisa Brennauer (GER) (route et chrono) | AB-3                          |
| 102                           | Sandra Alonso (ESP)                    | AB-3                          |
| 104                           | Martina Fidanza (ITA)                  | AB-3                          |
| 105                           | Clea Seidel (GER)                      | AB-3                          |
| 106                           | Lea Lin Teutenberg (GER)               | AB-3                          |

| Cofidis COF | Cofidis COF            | Cofidis COF |
| ----------- | ---------------------- | ----------- |
| Num         | Coureuse               | Pos         |
| 111         | Martina Alzini (ITA)   | AB-3        |
| 112         | Victoire Berteau (FRA) | 49e         |
| 113         | Alana Castrique (BEL)  | 52e         |
| 114         | Clara Koppenburg (GER) | 7e          |
| 115         | Rachel Neylan (AUS)    | AB-4        |

| Coop-Hitec Products HPU | Coop-Hitec Products HPU  | Coop-Hitec Products HPU |
| ----------------------- | ------------------------ | ----------------------- |
| Num                     | Coureuse                 | Pos                     |
| 121                     | Caroline Andersson (SWE) | 35e                     |
| 122                     | Ingvild Gåskjenn (NOR)   | 19e                     |
| 123                     | Tiril Jørgensen (NOR)    | AB-3                    |
| 125                     | Nicole Steigenga (NED)   | AB-4                    |
| 126                     | Christa Riffel (GER)     | AB-2                    |

| Lotto Soudal Ladies LSL | Lotto Soudal Ladies LSL  | Lotto Soudal Ladies LSL |
| ----------------------- | ------------------------ | ----------------------- |
| Num                     | Coureuse                 | Pos                     |
| 131                     | Mieke Docx (BEL)         | AB-4                    |
| 132                     | Josie Knight (GBR)       | 59e                     |
| 133                     | Mijntje Geurts (NED)     | 54e                     |
| 134                     | Esmée Gielkens (BEL)     | AB-3                    |
| 135                     | Elise vander Sande (BEL) | AB-4                    |
| 136                     | Kylie Waterreus (NED)    | AB-4                    |

| Stade Rochelais Charente-Maritime CMW | Stade Rochelais Charente-Maritime CMW    | Stade Rochelais Charente-Maritime CMW |
| ------------------------------------- | ---------------------------------------- | ------------------------------------- |
| Num                                   | Coureuse                                 | Pos                                   |
| 141                                   | Noémie Abgrall (FRA)                     | 47e                                   |
| 142                                   | Marine Allione (FRA)                     | 44e                                   |
| 143                                   | India Grangier (FRA)                     | AB-4                                  |
| 144                                   | Frances Janse van Rensburg (RSA) (route) | 63e                                   |
| 145                                   | Maëva Squiban (FRA)                      | 16e                                   |
| 146                                   | Natalie Grinczer (GBR)                   | 39e                                   |

| Valcar-Travel & Service VAL | Valcar-Travel & Service VAL | Valcar-Travel & Service VAL |
| --------------------------- | --------------------------- | --------------------------- |
| Num                         | Coureuse                    | Pos                         |
| 151                         | Alice Maria Arzuffi (ITA)   | 21e                         |
| 152                         | Olivia Baril (CAN)          | 9e                          |
| 153                         | Karolina Kumięga (POL)      | AB-4                        |
| 154                         | Ilaria Sanguineti (ITA)     | 48e                         |
| 155                         | Margaux Vigié (FRA)         | AB-4                        |
| 156                         | Elizabeth Stannard (AUS)    | 17e                         |

| Suisse SUI | Suisse SUI        | Suisse SUI |
| ---------- | ----------------- | ---------- |
| Num        | Coureuse          | Pos        |
| 161        | Jolanda Neff      | 5e         |
| 162        | Sina Frei         | 22e        |
| 163        | Linda Indergand   | 33e        |
| 164        | Alessandra Keller | 14e        |
| 165        | Nicole Koller     | 58e        |
| 166        | Ronja Blöchlinger | 56e        |

| BeCycling Regional ___ | BeCycling Regional ___ | BeCycling Regional ___ |
| ---------------------- | ---------------------- | ---------------------- |
| Num                    | Coureuse               | Pos                    |
| 171                    | Nicole Suter (SUI)     | AB-4                   |
| 172                    | Lea Fuchs (SUI)        | 25e                    |
| 173                    | Steffi Häberlin (SUI)  | 18e                    |
| 174                    | Lara Krähemann (SUI)   | 53e                    |
| 175                    | Jasmin Liechti (SUI)   | 65e                    |
| 176                    | Annika Liehner (SUI)   | AB-3                   |